# Gilberto de Umfraville (Penmark)
Gilberto de Umfraville también Gilbert d'Umfraville (c. 1062-1122) fue un caballero anglonormando, señor de Penmark. Fue uno de los doce caballeros de Glamorgan que acompañaron a Robert FitzHamon durante la conquista normanda de Gales. Hijo de Robert I de Umfraville, señor de Tours y Vian (apodado el Barbudo, c. 1030-1086), un hijo de Onfroi de Vieilles, y de Judith de Gournay (c. 1037-1099). Una vez consolidada la situación en Glamorgan, FitzHamon dividió la tierra entre sus seguidores, dando a Gilbert el señorío de Penmark en 1095. Durante el reinado de Enrique I de Inglaterra, donó 22 sólidos anuales a los monjes de la abadía de Tewkesbury por el alma de su esposa fallecida. El castillo y la casa señorial de Gilberto fueron derribados por Owain Glyndŵr durante la revuelta de 1400 contra Enrique IV de Inglaterra.

## Herencia
Se desconoce el nombre de su esposa, pero las crónicas mencionan a un hijo Roberto de Umfraville (c. 1091-1140).